# Maria do Carmo Silveira
Maria do Carmo Trovoada Pires de Carvalho Silveira (São Tomé e Príncipe, 14 de fevereiro de 1961) é economista, titular de um "master of science" em economia da Universidade de Donetsk e de um master em Administração Pública da Escola Nacional de Administração (ENA) de Estrasburgo. É doutoranda do Instituto Superior de Ciências Sociais e Políticas da Universidade de Lisboa. Foi primeira-ministra de São Tomé e Príncipe entre 8 de junho de 2005 a abril de 2006, tendo acumulado também o cargo de ministra do Plano e das Finanças de São Tomé e Príncipe.
Foi governadora do Banco Central de São Tomé e Príncipe entre 2011 e 2016, cargo que já tinha ocupado entre 1999 e 2005.
Foi eleita secretária-executiva da Comunidade dos Países de Língua Portuguesa em novembro de 2016, tendo sucedido Murade Issac Murargy.
Em dezembro de 2018, foi agraciada com a Grã-Cruz da Ordem Nacional do Cruzeiro do Sul do Brasil e a Grã-Cruz da Ordem do Mérito, de Portugal.
Eleita como Presidente do Fórum Mulher São-Tomense, uma federação de ONGs dedicadas à defesa dos direitos das mulheres e das crianças, ao empoderamento feminino e à promoção da equidade de gênero, ela se destaca como uma forte defensora dessas causas.